# Mary Ball
Pour les articles homonymes, voir Ball.
Mary Ball (1812-1898) est une naturaliste et entomologiste irlandaise connue pour ses études des Odonata et pour sa découverte de la stridulation chez les insectes aquatiques de la famille des Corixidae.

## Jeunesse

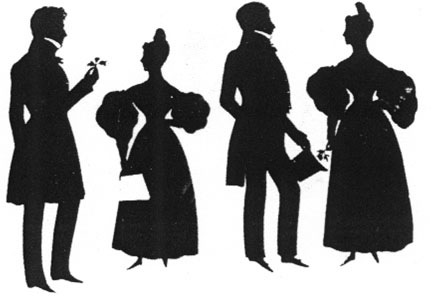
De gauche à droite : Robert, Anne, Bent et Mary Ball.

Elle naît en 1812. Elle est la deuxième fille de Bob Stawell Ball et de son épouse Mary née Green. Elle naît près de Cobh dans le comté de Cork mais la famille déménage rapidement à Youghal dans le comté de Cork. Mary a trois frères et sœurs qui vivent jusqu'à l'âge adulte : Robert, Bent (1806-1860) et Anne, une algologue. La famille est protestante et « impliquée dans le commerce ».
On ne sait pas grand-chose sur la formation de Mary, mais en tant que famille de la classe moyenne, elle a certainement accès à un microscope et aux derniers volumes d'histoire naturelle et de classification scientifique de l'époque. Il est dit que Robert commence à collecter des spécimens avec son père à l'âge de cinq ans. On peut supposer que Mary a également participé. Robert encourage Mary dans ses premières études sur les insectes et lui achète un exemplaire du Systematic Catalogue of British insects de James Stephens, publié en 1829. Elle détaillé les insectes dans sa collection croissante.

## Travail zoologique
En 1833, Mary commence une correspondance avec le naturaliste de Belfast William Thompson. Sa collection d'insectes devient importante pour l'époque et est très connue. Thompson nomme une vingtaine d'espèces de mollusques et de crustacés en son honneur, y compris un petit escargot en spirale Rissoa balliae en 1856.
Mary se concentre sur la collecte de coquillages et d'insectes, accumulant ce qui est considéré comme l'une des meilleures collections de mollusques du pays à l'époque, bien qu'elle soit détruite après sa mort. L'une de ses découvertes les plus intéressantes est un spécimen du criquet migrateur figuré dans British Entomology de John Curtis - folio 608 Locusta christii daté du 1er août 1836. « Dans les cabinets de Mlle Ball et de l'auteur » - « Un autre spécimen, capturé en septembre dernier à Ardmore dans le comté de Waterford par Mlle M. Ball, m'a été aimablement transmis pour mon inspection par M. Robert Ball de Dublin. Il est du même sexe que celui figuré mais les élytres sont beaucoup plus tachetés. »
Les odonates de Mary Ball ont été étudiées par l'entomologiste belge Edmond de Selys-Longchamps lors de sa visite à Dublin.
Ses collections d'entomologie sont maintenant logées dans le Natural History Museum de Dublin et le Zoology Museum du Trinity College de Dublin.

## Fin de vie
Après les décès successifs de son père en 1841, de son mentor William Thompson en 1852 et de son frère Robert en 1857, Mary semble avoir abandonné l'entomologie et pour se consacrer au jardinage de fougères. L'un de ses neveux remarque : « Si tante Mary avait planté une ombrelle, elle serait devenu un parapluie ».
Elle passe ses dernières années à vivre avec sa sœur Anne à Dublin. Elle y meurt en 1898 à l'âge de quatre-vingt-six ans,.

## Publications
Mary n'a pas publié son travail sous son propre nom. Les trois ouvrages connus ont tous été communiqués par son frère Robert. Il s'agit de : 
- "On the sounds produced by the Notonectidae under water" Annals and Magazine of Natural History 16: 129. (1846)
- "On the noises produced by one of the Notonectidae Report of the British Association for the Advancement of Science". Notices and abstracts of communications Cambridge Meeting, June 1845: 64–65. Ball, R. (1846).
- "Corixa striata, Curtis". Annals and Magazine of Natural History 17: 135–136. (18--)

Ses observations de papillons et de mites sont citées par le « père de l'entomologie irlandaise » Alexander Henry Haliday dans ses travaux sur les lépidoptères irlandais.